# Британија (провинција)
Британија била римска провинција основана након римске инвазије Британије 43. године нове ере. Пре инвазије Римљана, Британија из гвозденог доба већ је имала културне и економске везе са континенталном Европом, али су освајачи увели велик развој у пољопривреди, урбанизму, архитектури остављајући наслеђе које је још увек видљиво.
Историјски списи након доласка Римљана су ретки, иако је доста римских историчара спомињало провинцију у пролазу. Много нашег знања о том периоду противи се археолошким истраживањима а поготово писменим доказима.
Главни град провинције до Будикиног устанка 60/61. године је био Камулодунум, а од тада Лондиниум (данашњи Лондон).
Значајан град у северном делу провинције је био Еборак (Eboracum), данашњи Јорк.